# أندرياس كوبفر
أندرياس كوبفر (بالألمانية: Andreas Kupfer)‏ (مواليد 7 مايو 1914) هو لاعب كرة قدم. يلعب مع منتخب ألمانيا لكرة القدم. سبق له أن لعب في كأس العالم لكرة القدم مع منتخب بلاده.

## روابط خارجية
- أندرياس كوبفر على موقع الاتحاد الدولي (مؤرشف)  (الإنجليزية)
- أندرياس كوبفر على موقع قاعدة بيانات كرة القدم.إي يو (الإنجليزية)
- أندرياس كوبفر على موقع ناشيونال فوتبول تيمز (الإنجليزية)
- أندرياس كوبفر على موقع Soccerway.com (الإنجليزية)
- أندرياس كوبفر على موقع عالم كرة القدم.نت (الإنجليزية)